# Dirt: Showdown
Dirt: Showdown est un jeu vidéo de course développé et édité par Codemasters, sorti en 2012 sur Windows, Mac, Linux, PlayStation 3 et Xbox 360.

## Système de jeu
Le jeu propose une série de Tours, chaque tour proposant plusieurs courses de type différent. Chaque victoire permet au joueur de débloquer les courses suivantes et d'accumuler de l'argent, ce qui lui permet d'acheter des nouveaux véhicules, d'améliorer les véhicules qu'il possède déjà. Après une victoire en épreuve finale d'un tour, un nouveau niveau de difficulté est débloqué, proposant des courses plus longues et des adversaires plus rapides.

## Accueil
- Jeuxvideo.com : 15/20[1]